# Leyte-Sab-a-Becken
Koordinaten: 11° 6′ N, 124° 58′ O

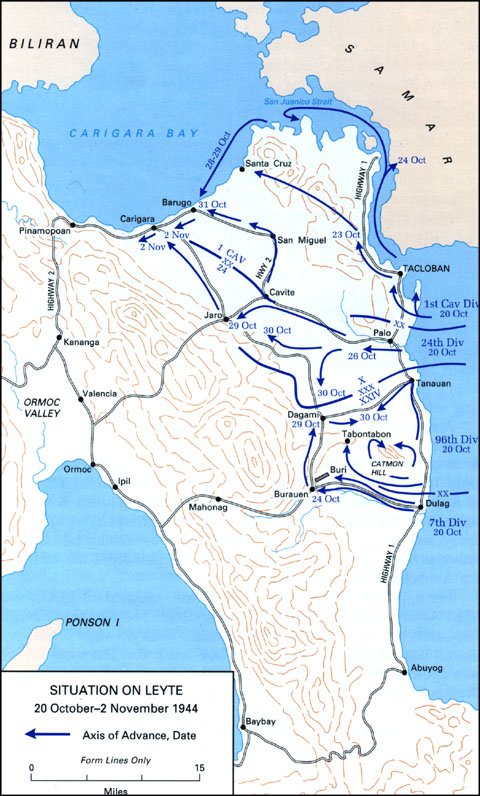
Operation der US-Streitkräfte im Leyte-Sab-a-Becken 1944

Das Leyte-Sab-a-Becken, auch unter dem Namen Leyte Valley bekannt, liegt im Nordosten der Insel Leyte auf den Philippinen. Es dehnt sich auf einer Fläche von ca. 900 km² von der Gemeinde Tolosa nach Nordwesten bis zur Bucht von Carigara aus. 
In dem Becken erstreckt sich ein ausgedehntes Flussmarschland, das durch eine große Anzahl von kleineren Bächen, Flüssen und Seen gebildet wird. Die Flüsse haben ihre Quellen im umliegenden Bergland der Insel Leyte und entwässern das Gebiet zum Golf von Leyte. Viele der Seen und Tümpel sind permanent mit Wasser gefüllt, ihr Pegel hängt jedoch von den Niederschlägen in der Region ab. Das Gebiet wird wegen seines natürlichen Wasserreichtums auch zum Anbau von Reis genutzt. Die landwirtschaftlich genutzten Flächen umfassen etwa die Hälfte des Beckens. 
Während der Schlacht um Leyte 1944 war das Leyte-Sab-a-Becken stark umkämpft und eines der Hauptangriffsziele der Amerikaner während der Operation. 
Das Klima im Leyte-Sab-a-Becken ist tropisch feuchtwarm, Niederschläge fallen das ganze Jahr über, es existiert keine ausgeprägte Trockenperiode.